# Fitoplankton
Fitoplankton – mikroskopijne organizmy roślinne (w tym glony niezaliczane do królestwa roślin w niektórych systemach taksonomicznych) oraz sinice (należące do prokariontów), żyjące w wodzie, nie posiadające zdolności ruchu lub tylko w znacznie ograniczonym zakresie.

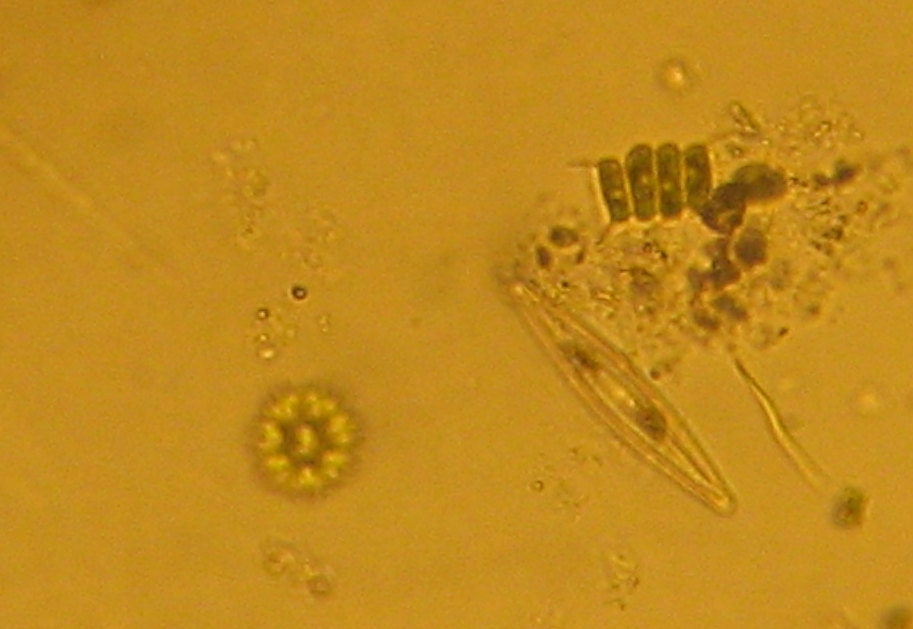
Fitoplankton jeziorny

## Podstawowe informacje
Nazwa pochodzi od greckich słów φυτόν phytón – „roślina” oraz πλαγκτός planktós – „błądzący”, „dryfujący”. Większość fitoplanktonu jest mikroskopijna (rzędu kilku do kilkuset mikrometrów), ale duże koncentracje powodują zmianę koloru wody. Fitoplankton jest składnikiem planktonu, formacji ekologicznej która wraz z tryptonem tworzy seston – zawiesinę unoszącą się w wodzie każdego zbiornika wodnego. Fitoplankton odżywia się za pomocą fotosyntezy w dobrze oświetlonej, górnej warstwie oceanu, morza, czy jeziora (strefa eufotyczna). Fitoplankton w oceanach podobnie jak i rośliny na lądach jest odpowiedzialny za asymilację dwutlenku węgla oraz produkcję tlenu w atmosferze. Fitoplankton jest podstawą większości oceanicznej produkcji biomasy (produkcja pierwotna). Rozwój fitoplanktonu zależy od dostępności zasobów potrzebnych do fotosyntezy (światło, dwutlenek węgla) i nieorganicznych związków, głównie azotanów i fosforanów. W wyniku przeżyźnienia tymi związkami zbiorników wodnych (eutrofizacji) następuje zazwyczaj wzrost biomasy fitoplanktonu, który przy dużym nasilaniu prowadzi do powstawania zakwitów wody. Zakwity fitoplanktonu mogą być toksyczne.
W skład fitoplanktonu wchodzą różne grupy taksonomiczne: sinice (Cyanophyta, Cyanobacteria), zielenice (Chlorophyta), okrzemki (Bacillariophyceae), bruzdnice (Dinoflagellata), eugleniny i in. Z fitoplanktonem mórz i oceanów związane są zaskakujące hipotezy naukowe zmian klimatu GAIA oraz CLAW. Masę fitoplanktonu (informacja użyteczna np. dla rybołówstwa) można ocenić na podstawie koloru oceanu.

## Ekologia fitoplanktonu i znaczenie w ekosystemach wodnych
Fitoplankton jest najważniejszą grupą producentów pierwotnych w większości zbiorników wodnych. Jest podstawowym elementem wielu sieci troficznych. Rozwój fitoplanktonu jest uzależniony zarówno od dostępności zasobów potrzebnych do wzrostu (światło, dwutlenek węgla, azot, fosfor, i inne), jak i od obecności jego konsumentów, jakim jest głównie zooplankton w tym skorupiaki filtrujące (filtratorzy), takie jak rozwielitki. Zooplankton może jednak tylko w pewnym stopniu ograniczać rozwój fitoplanktonu poprzez wyżeranie (spasanie, ang. grazing) ze względu na to, że pewne gatunki należące do fitoplanktonu są pomijane przez filtratorów z powodu kształtu lub wielkości. Fitoplankton może też być wyżerany przez inne organizmy np. ryby (tołpyga), ssaki (walenie) lub mięczaki (racicznica zmienna).
W myśl Ramowej Dyrektywy Wodnej stan fitoplanktonu jest jednym z elementów biologicznych, które powinny być brane przy ocenie stanu ekologicznego wód, czyli klasyfikacji ich jakości. Kraje członkowskie Unii Europejskiej w swoim systemie prawnym muszą ustalać parametry fitoplanktonu brane pod uwagę przy monitoringu jakości wód i ich ocenie. Odpowiednie przepisy są ustalane m.in. przez polskie prawo wodne.

## Kolor oceanu z przestrzeni kosmicznej
Zmiana koloru oceanu z niebieskiego na zielony czy brunatny zależy od koncentracji i rodzaju fitoplanktonu. Pierwszy, który zwrócił na to uwagę, był przypuszczalnie William Scoresby, który badał Morze Arktyczne. Komórki fitoplanktonu zawierają barwniki (chromatofory)
- chlorofil (a,b) (barwa zielona)
- karoten (pomarańczowy)
- fikocyjanina (barwa niebieska)
- fikoerytryna (barwa bordowa)
- fukoksantyna (barwa brązowa)

Niebieski barwnik sinic to fikocyjanina. Barwniki zielenic to chlorofil, a i b, karoteny, i ksantofile. Barwniki okrzemek to chlorofil, a i b, oraz karotenoidy. Kolor oceanu jest kombinacją oddziaływania światła widzialnego z barwnikami fitoplanktonu. Za pomocą pomiarów satelitarnych w różnych długościach światła widzialnego (najczęściej za pomocą pomiaru w kolorze zielonym i niebieskim) można wyznaczyć ilość chlorofilu w wodzie. Dokonuje się tego poprzez korelację bezpośrednich pomiarów chlorofilu (ze statku) w tym samym czasie co pomiar koloru oceanu z satelity. Mimo pozornej prostoty tego pomysłu w praktyce jest to trudne, głównie ze względu na fakt, że światło odbite od powierzchni wody stanowi tylko mały przyczynek do światła obserwowanego w przestrzeni kosmicznej. Reszta sygnału pochodzi od aerozolu atmosferycznego i trzeba stosować skomplikowane algorytmy teledetekcyjne usuwające ten sygnał, jest to tzw. poprawka atmosferyczna.

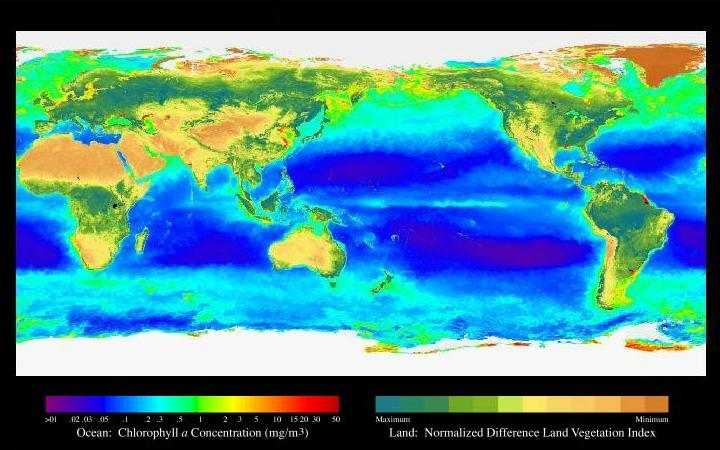
Dane z instrumentu SeaWifs. Kolory opisują globalną koncentracje chlorofilu w wodzie. Widać, że centralne części oceanów są pozbawione chlorofilu. Natomiast blisko lądów czy w obszarach biegunowych koncentracja jest duża.

## Fitoplankton i chmury – hipoteza CLAW
Istnieje hipoteza, że powstawanie chmur nad oceanami zależy od roślin (fitoplanktonu) w oceanie. Wobec tego fitoplankton może pośrednio wpływać na zmiany klimatu. Wiele typów fitoplanktonu produkuje sulfoniopropionian dimetylu (DMSP), który jest przekształcany na siarczek dimetylu (DMS). Obecność DMS w atmosferze prowadzi do zwiększonej ilości aerozoli siarczanowych. Jednym z ważnych producentów DMSP jest kokolitowiec Emiliana huxleyi. W 1987 roku Charlson, Lovelock, Andreae i Warren (pierwsze litery nazwisk autorów to CLAW) opublikowali w Nature artykuł pt. Oceanic phytoplankton, atmospheric sulphur, cloud albedo and climate
Dowodzili, że wzrastająca temperatura Ziemi doprowadzi do zwiększonej ilości fitoplanktonu. To spowoduje zwiększenie się stężenia DMS w atmosferze, co spowoduje wzrost ilości aerozoli siarczanowych. Autorzy zakładają, że aerozole siarczanowe nad oceanami służą jako jądra kondensacji chmur. Chmury zwiększają ilość odbitego promieniowania słonecznego (albedo), co powoduje obniżenie się temperatury powierzchni Ziemi. Wobec tego, hipoteza CLAW jest przykładem ujemnego sprzężenia zwrotnego w systemie klimatycznym.
Pomimo wielu pomiarów nie udało się do tej pory jednoznacznie potwierdzić hipotezy CLAW. Po pierwsze, nie ma silnej korelacji pomiędzy DMS a ilością fitoplanktonu. Po drugie, istnieją przesłanki, że to sól morska stanowi główne źródło małych cząstek, na których powstają krople chmurowe nad oceanami (patrz Alfred Woodcock) oraz że DMS oddziałuje z aerozolem soli-morskiej.
Badania są kontynuowane.

## Pomiary fitoplanktonu

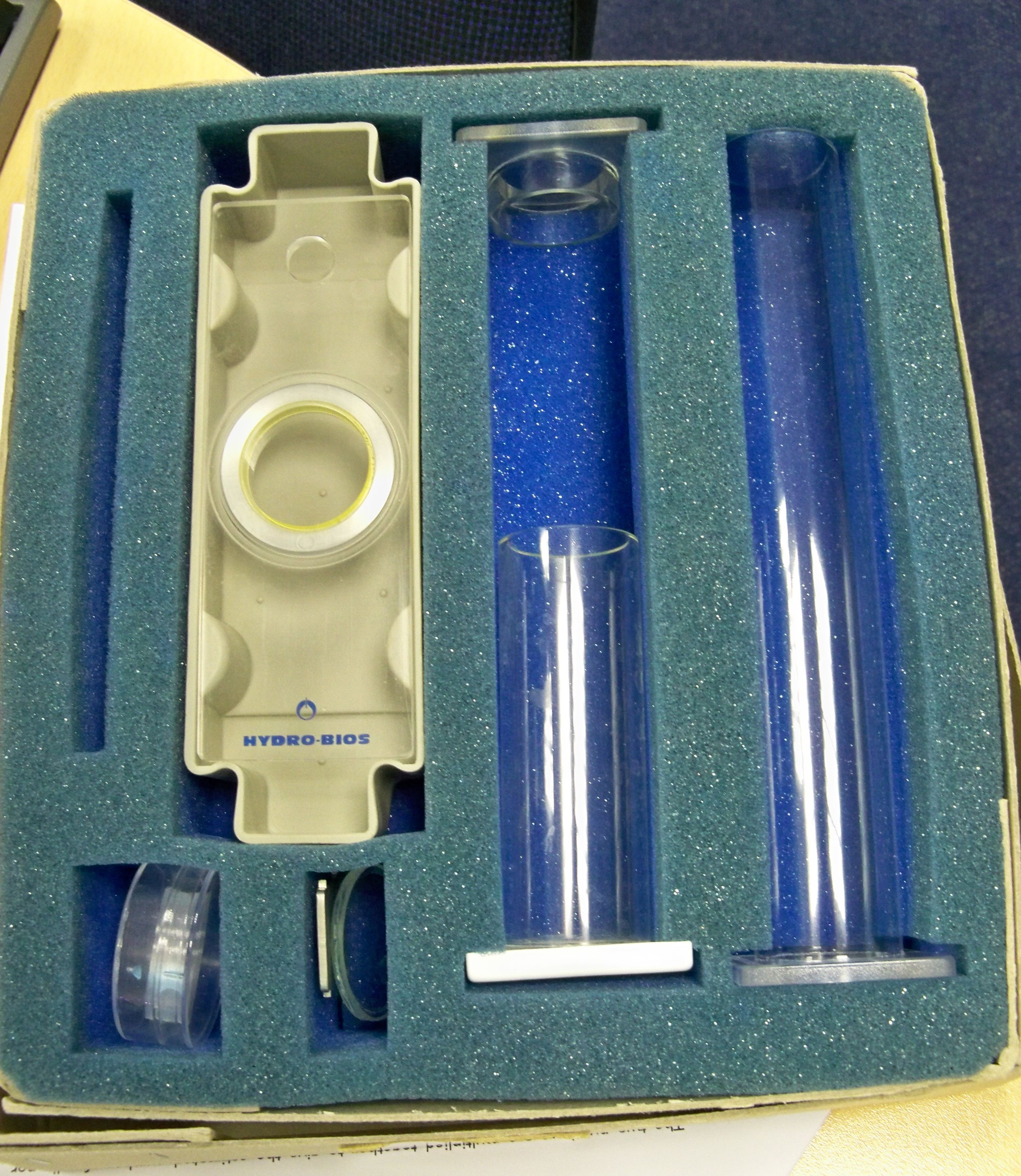
Komora sedymentacyjna i cylindry stosowane w metodzie Utermöhla

Podstawową metodą oceny ilości oraz składu gatunkowego fitoplanktonu w zbiornikach wodnych jest analiza mikroskopowa, która polega na oznaczeniu taksonomicznym, zliczeniu oraz pomiarach wielkości wszystkich osobników znajdujących się w określonej próbce wody. Próby do analiz ilościowych pobiera się batometrem, a do analiz jakościowych siatką planktonową. Następnie do analizy stosowana jest metoda Utermöhla, w której próbka wody z glonami poddana jest sedymentacji w cylindrach do komory sedymentacyjnej. Znajdujące się w komorze osobniki są zliczane po kolei na danej jednostce powierzchni obrazu mikroskopowego, co daje podstawę do dalszych obliczeń. Prostszą i szybszą metodą jest oznaczenie koncentracji chlorofilu w wodzie, które polega na odfiltrowaniu zawiesiny z wody, wyekstrahowaniu z niej chlorofilu przy użyciu rozpuszczalnika organicznego (np. etanolu), a następnie spektrofotometrycznym pomiarze absorbancji przy określonej długości fali światła widzialnego. Obecnie do oznaczenia koncentracji chlorofilu, zwłaszcza w badaniach monitoringowych, coraz częściej stosuje się mierniki elektroniczne dokonujące pomiaru bezpośrednio w zbiorniku wodnym. W urządzeniach tych stosowane są sondy wykorzystujące do pomiaru chlorofilu zjawisko fluorescencji. Ze względu na to, że analiza mikroskopowa jest czasochłonna i wymaga specjalistycznej wiedzy często zastępuje się ją tylko analizą koncentracji chlorofilu, która nie daje jednak informacji na temat składu gatunkowego fitoplanktonu, lecz pokazuje jego ogólną ilość.
Jedną z metod pomiaru wielkości cząstek fitoplanktonu jest cytometria przepływowa (ang. flow cytometry). Również rozpraszanie światła może być wykorzystywane do mierzenia wielkości i własności fitoplanktonu.